# Wilhelm Kunst (Holzbildhauer)

Wilhelm Kunst bei der Arbeit an einer Madonna

Wilhelm Kunst (* 8. August 1909 in Zetel, Oldenburg; † 13. Januar 1986 ebenda) war ein deutscher Holzbildhauer.

## Leben und Wirken

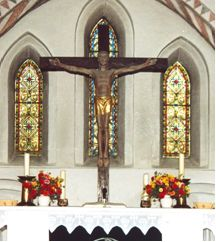
Kruzifix in der Kirche Schmalförden

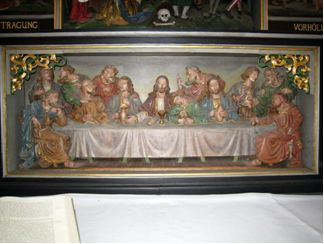
Abendmahl St. Martinskirche Zetel

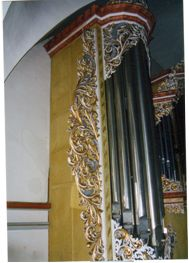
Orgelprospekt St. Andreas Cloppenburg

Galerie mit Spindeltreppe – Museum im Roselius-Haus Bremen

Wilhelm Kunst war der Älteste von drei Geschwistern des Schmiedemeisters Wilhelm Kunst und Frau Meta, geb. Paradies. Bereits in jungen Jahren verspürte er seine künstlerische Ader und eine Neigung zu dem Material Holz. Von 1924 bis 1928 wurde er zum Holzbildhauer in Neuenburg (Oldenburg) in einem der seinerzeit zahlreichen dort ansässigen Holzschnitzbetriebe ausgebildet mit einer abschließenden Gesellenprüfung. Ein weiteres Jahr arbeitete er in einem anderen Neuenburger Betrieb als Geselle. Während er bis dahin überwiegend Möbelschnitzereien und andere Flach- und Ornamentschnitzereien anfertigte, verlangte er nun nach Fertigkeiten in der figürlichen Holzbildhauerei.
Zur Erlangung dieser künstlerischen Fähigkeiten besuchte er von 1931 bis 1935 die Holzschnitzschule Bad Warmbrunn in Schlesien (heute das polnische Ciepliece) am Fuße des Riesengebirges, die zu diesem Zeitpunkt bereits einen sehr guten, internationalen Ruf hatte. Der aus dem italienischen Grödner Tal stammende Holzbildhauer Prof. Cirillo dell’Antonio, der während dieser vier Jahre zugleich Lehrer und Leiter der Schule war, hatte ein besonderes Gespür im Umgang mit den heranwachsenden Künstlern. Von ihm lernte Wilhelm Kunst insbesondere die Anatomie des Menschen und Tieres sowie die Verhältnislehre. Nach der Rückkehr aus Schlesien richtete er sich eine Werkstatt in seinem Elternhaus in Zetel als selbständiger Holzbildhauer ein und machte noch im selben Jahr seine Meisterprüfung.
Der Ausbruch des Zweiten Weltkrieges führte ihn nach Afrika, von wo er 1942 verwundet zurückkehrte und in die Genesungskompanie nach Quarmbeck/Quedlinburg kam. Hier lernte er seine Frau Hanna aus Gernrode kennen. Ab dem 2. Juni 1946 fand im Rathaus Gernrode eine Ausstellung von Arbeiten Kunsts statt. Arbeit gab es in dieser Zeit außer ein paar Gelegenheitsarbeiten kaum. Jedoch fand er noch etwa für ein Jahr als Holzschnitzer eine Beschäftigung, bevor er mit Frau und Kind in seine Heimat zurückkehrte. Dort nahm er die Arbeit in seiner bereits eingerichteten Werkstatt wieder auf.
Jedoch bescherte ihm die durch den Krieg bedingte schlechte Wirtschaftslage zunächst nur sehr wenige Aufträge. Zu dieser Zeit begann aber die Zusammenarbeit mit seinem Vetter, dem Drechslermeister Johann Kunst aus Neuenburg. Dieser hatte bereits 1931 kunsthandwerkliche Drechslerarbeiten entworfen. Um die schwierige Nachkriegszeit zu überstehen, entwickelten beide Vettern gemeinsam eine Produktreihe, die jetzt auch mit geschnitzten Motiven versehen war. Dazu gehörten Teller mit biblischen Sprüchen oder den verschiedensten Motiven, Schneidebretter, Bücherstützen u. v. m. Als der Drechslermeister Günther Kunst in den väterlichen Betrieb eintrat, wusste auch er die hervorragende Arbeit von Wilhelm Kunst zu schätzen, und es wurden weitere Arbeiten entwickelt, die manches Haus in Deutschland sowie im Ausland zieren. Die so erfolgreiche Zusammenarbeit endete mit dem Tod der beiden Handwerker (Johann Kunst 1985, Wilhelm Kunst 1986). Nach und nach bekam Wilhelm Kunst Anfragen von den Kirchengemeinden. Und so kam es auch, dass die St. Martins-Kirche seines Heimatortes Zetel ihn 1951 mit der Ausschmückung der Kirche beauftragte (Moses-Figur als Kanzelträger sowie die vier Evangelisten, das Heilige Abendmahl als Predella).
Danach folgten Aufträge von weiteren Kirchen im ganzen Oldenburger Land (Kruzifixe, Madonnen, Heiligenfiguren, Altarrestaurierungen, Orgelprospekte, Gefallenen-Gedenktafeln). Eine beständige Zusammenarbeit mit dem Orgelbauunternehmen Alfred Führer aus Wilhelmshaven verschaffte ihm mehrere Aufträge über umfangreiche Orgelprospekt-Schnitzereien.
Als eine seiner bedeutendsten Arbeiten im öffentlichen Bereich kann sicherlich die Spindeltreppe und Galerie in der Diele des historischen Roselius-Hauses in der Böttcherstraße in Bremen genannt werden. Der während des Krieges 1944 zerstörte Barock-Einbau wurde von Wilhelm Kunst in der Zeit von Oktober 1953 bis März 1954 als Nachbildung geschnitzt.

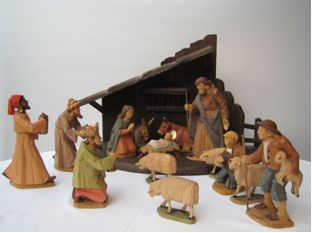
Weihnachtskrippe

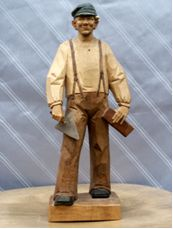
Maurer

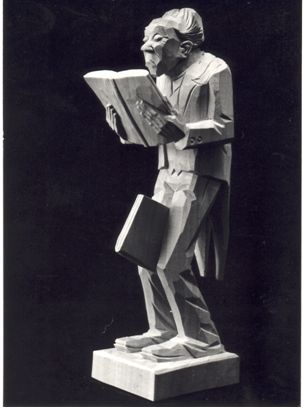
Bücherwurm

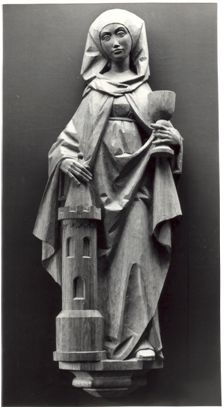
Heilige Barbara

Allmählich interessierte sich auch die Bevölkerung seiner Heimat für seine Holzschnitzkunst. Charaktere des ländlichen Lebens oder diverser Berufsstände, aber auch Sportplaketten und Weihnachtskrippen waren beliebte Objekte.
Wilhelm Kunst war ein gegenständlicher Künstler mit einem individuellen Stil von schnitztechnischer Feinheit und besonderer Ausdruckskraft seiner Figuren. Er arbeitete fast ausschließlich mit Linden- und Eichenholz aus der umliegenden Natur, welches er mit mehr als 100 verschiedenen Schnitzmessern und stets mit Klöpfel bearbeitete.
Anfang der 1970er Jahre schloss er sich dem „Bildhauerkreis Ernst Rülke“ an, ein Zusammenschluss von ostdeutschen und schlesischen Holzbildhauern, die ehemals Schüler der Holzschnitzschule Bad Warmbrunn waren. Elsbeth Siebenbürger, eine Schülerin des ehemaligen Lehrers und Direktors der Schule, Ernst Rülke, rief diesen Kreis ins Leben und veranstaltete regelmäßige Ausstellungen und Symposien, an denen Wilhelm Kunst teilnahm. Darüber hinaus war er auch auf Kunstausstellungen im Oldenburger Land präsent.
Wilhelm Kunst schnitzte fortwährend bis an sein Lebensende. Am 13. Januar 1986 verstarb er an den Folgen eines Schlaganfalls und wurde auf dem Neuen Friedhof in Zetel beigesetzt.

## Mitgliedschaften
- Handwerksrolle der Handwerkskammer Oldenburg 1935–1986
- stellvertretender Beisitzer im Meisterprüfungsausschuss der Handwerkskammer Hannover 1968–1986
- Bildhauerkreis Ernst Rülke Esslingen

## Ausstellungen
- Ausstellung Gernröder Künstler, Rathaus Gernrode 1946
- Bildhauerkreis Ernst Rülke, Symposium Festenburg/Harz 1970
- Bildhauerkreis Ernst Rülke, Ostdeutsche Galerie Regensburg 1973
- Bildhauerkreis Ernst Rülke, Mainz 1979
- Bildhauerkreis Ernst Rülke, Symposium Wunsiedel 1984
- Ausstellung Wilhelm Kunst, Geschichtswerkstatt Zetel, 2002
- Retrospektive Wilhelm Kunst, Schulmuseum Zetel 2009

## Werke im öffentlichen Bereich
- St. Martins-Kirche Zetel:
  - Heilige Abendmahl (Predella), Moses, 4 Evangelisten, 1951
  - Weihnachtskrippe 1980
- Wegweiser zur Badeanstalt Zetel
- St. Johannes Markhausen, Reliefs Lesepulte
- St. Nicolai-Kirche Schmalförden, Kruzifix, 1952
- Gethsemane-Kirche Bakum, Kruzifix
- Kirchengemeinde Neustadtgödens, Gedenktafel der Gefallenen, 1952
- St. Martin in Tettens, Kruzifix, 1952
- Ev. luth. Christuskirche Borkum, Gedenktafeln der Gefallenen, 1953
- Roselius-Haus Böttcherstrasse Bremen, Spindeltreppe u. Galerie 1953–1954
- St. Laurentius-Kirche Langwarden, Gedenktafel der Gefallenen, 1954
- Kirchengemeinde Filsum, Gedenktafel der Gefallenen, 1956
- Christus-Kirche Brake-Nord, Weihnachtskrippe, 1956
- St. Johannes-Kirche Wiefelstede, Johannes der Täufer, 1957
- St. Ansgari-Kirche Bremen, Orgelprospekt, 1957, 1960
- St. Ansgar-Kirche Bassum, Marienstatue, 1959
- Christuskirche Oldenbrok, Altar-Restaurierung, 1960–1961
- Matthäus-Kirche Osnabrück, Weihnachtskrippe, 1963/1964
- St. Andreas-Kirche Cloppenburg, Orgelprospekt, 1965
- Kathedrale von Lipari/Italien, Heiliger Franziskus, 1966
- Freie evangelische Kirche Hesel/Leer, Kruzifix, 1977
- St. Margaretha-Kirche Emstek, Weihnachtsengel
- Christophorus-Haus Brake, Heiliger Christophorus, 1978
- St. Trinitatis-Kirche (SELK) Oldenburg, Kruzifix 1978
- Hafenschule Varel, Relief „Fischzug“ 1975
- Friedhofskapelle Friedeburg, Kruzifix
- K+S AG Salzdetfurth (Bad Salzdetfurth), Heilige Barbara, 1979